# Kulturkirken Jakob
Kulturkirken Jakob, Jacob kirke – kościół w stolicy Norwegii, Oslo, znajdujący się przy ulicy Hausmannsgate 14 w otoczeniu parkowego terenu nad rzeką Akerselvą. Pełni obecnie funkcję aktywnego ośrodka kultury i miejsca wielu wydarzeń artystycznych.

## Historia
Kościół wzniesiono w 1880 r. w stylu neogotyckim według projektów architekta Georga Andreasa Bulla. Pełnił funkcję świątyni protestanckiej pod wezwaniem apostoła Jakuba mieszczącej ok. 600 wiernych. Wnętrza ozdobiono m.in. obrazami Eilifa Peterssena (Pokłon pasterzy z 1880 r. w prezbiterium). W 1985 r. kościół zamknięto i pod naciskiem wpływowych środowisk planowano jego zburzenie. W 1986 r. zorganizowano tu pierwsze warsztaty artystyczne – teatralne, muzyczne i plastyczne. Zlokalizowanie we wnętrzach dawnego kościoła działalności kulturalnej uratowało go przed zniszczeniem.

## Współczesność

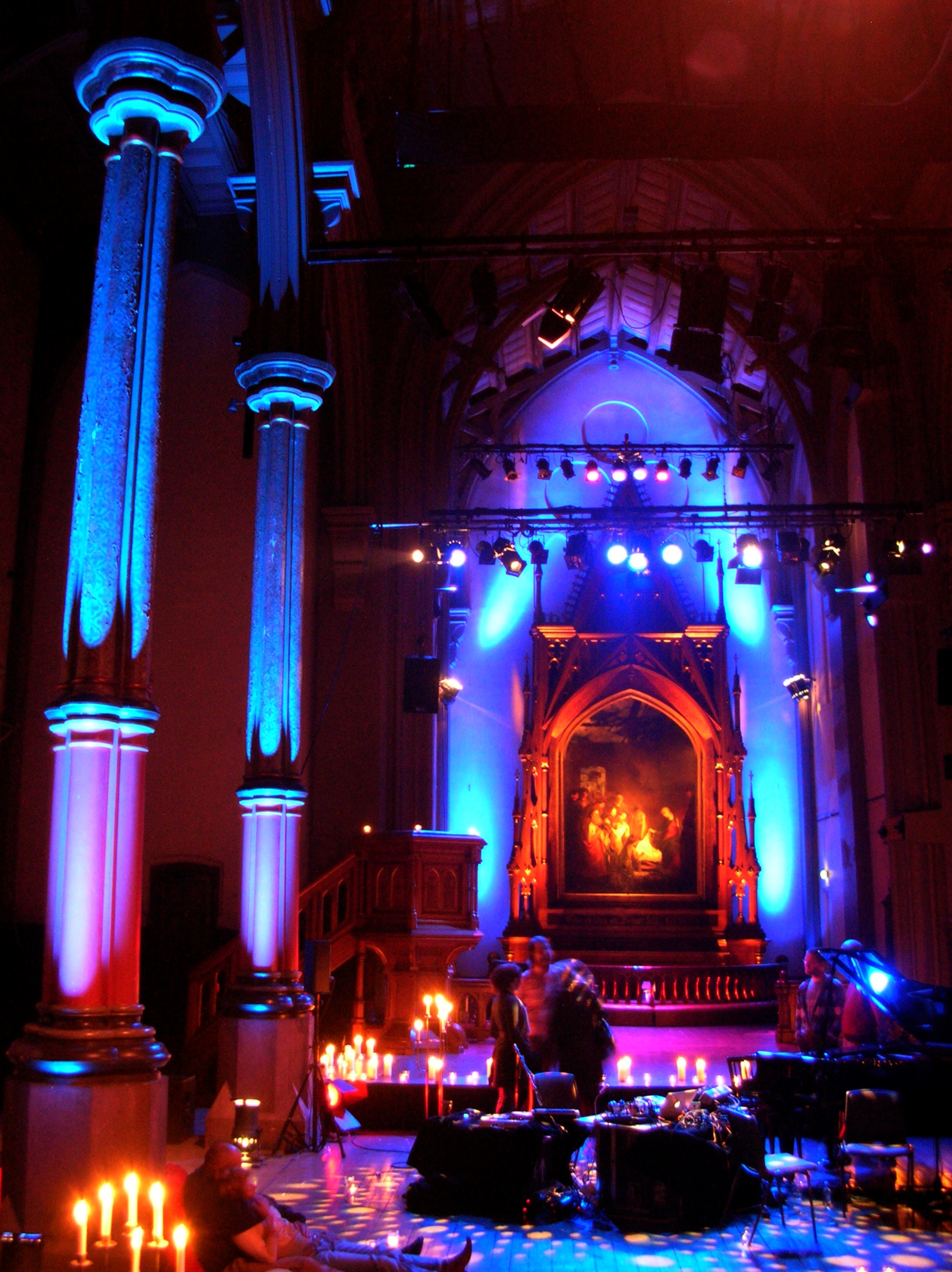
Wnętrze kościoła z obrazem Eilifa Peterssena

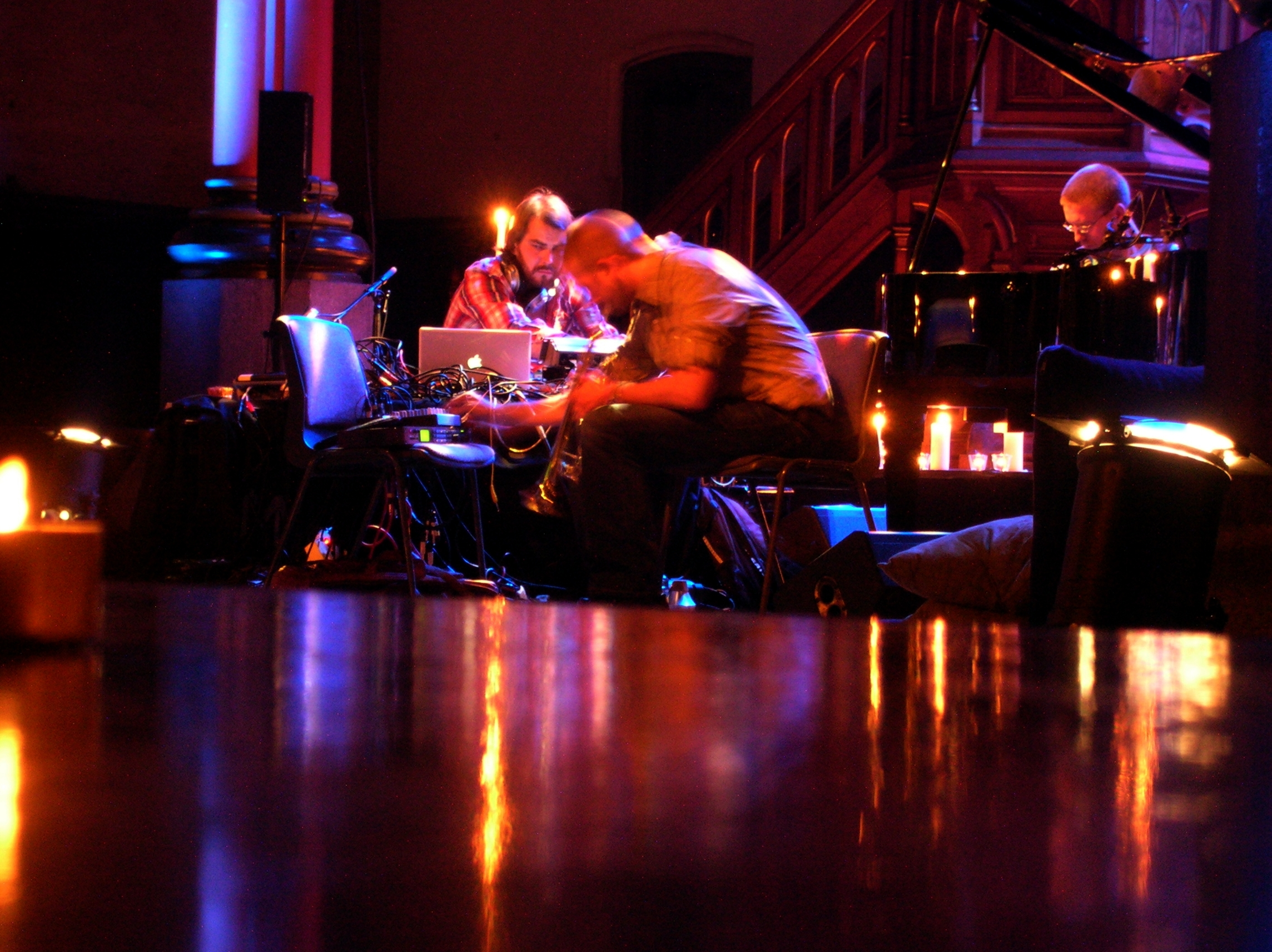
Koncert pt. Psalmy (Torbjørn Dyrud fortepian, Sjur Miljeteig trąbka, Peter Baden instrumenty elektroniczne), 15 września 2007 r. w ramach festiwalu "osloHIMMEL"

Od lutego 2000 r. budynkiem kościoła zarządza Kirkelig Kulturverksted, norweska instytucja zajmująca się działalnością kulturalną na polu muzyki, literatury, teatru i sztuk plastycznych. Kulturkirken Jakob jest obecnie jednym z aktywniejszych ośrodków tego typu w Oslo.

## Turystyka
Kościół położony jest w centrum Oslo. Dojechać można tam tramwajem morskim linii 34 i 54.